# De wereld draait voor jou
De wereld draait voor jou is een nummer van de Vlaamse zanger Niels Destadsbader in samenwerking met de dj en producer Regi Penxten.
Het nummer werd eind april 2021 uitgebracht. Het werd gekozen als MNM-Big Hit, en als Topschijf bij radiozender Q-music, A-rotatie op Radio 2 en greatest hit op Joe FM. Het nummer kwam een week later meteen binnen op de eerste plaats in de Ultratop 50. Na twee weken tuimelde het naar beneden maar bleef het in de top 20 staan in de officiële hitlijst.
De twee artiesten brachten het nummer ook live tijdens De Cooke & Verhulst Show en The Voice van Vlaanderen. Het nummer kwam tot stand nadat Destadsbader en Penxten beiden genomineerd en favoriet waren tijdens de Radio 2 Zomerhit in 2020. Op 14 juli 2021 verscheen het nummer in beperkte oplage op cd-single. Op 15 augustus 2021 won het de Radio 2 Zomerhit.

## Hitlijsten

### Ultratop 50 Vlaanderen
| Nummer   | 1  | 1  | 15 | 18 | 12 | 20  | 14 | 19 | 11 | 20 | 13 | 15 | 14 | 15 | 16 |
| Week:    | 16 | 17 | 18 | 19 | 20 |     |    |    |    |    |    |    |    |    |    |
| Positie: | 18 | 27 | 33 | 42 | 50 | uit |    |    |    |    |    |    |    |    |    |